# Tomás Molinares
Tomás Molinares (Cartagena de Indias, 6 de abril de 1965) es un boxeador colombiano retirado. Fue campeón mundial por la Asociación Mundial de Boxeo en la categoría peso wélter.

## Trayectoria
La carrera de Molinares fue breve y exitosa hasta su consagración como campeón mundial de la categoría peso wélter de la AMB en 1988, produciéndose luego de ello un rápido declive que lo llevó a retirarse definitivamente del boxeo profesional al año siguiente.
Considerado desde su debut una de las mayores promesas del boxeo colombiano en su categoría, se consagró campeón nacional en junio de 1985 al noquear en 9 rounds a Simón Ramos. En noviembre de 1986 se impuso por un nocaut en el tercer round ante el mexicano Sergio Sánchez, obteniendo así el título de campeón wélter de la Fedecarbox del CMB. 
El 29 de julio de 1988 enfrentó al estadounidense Marlon Starling en el Convention Hall de Atlantic City, en un desafío para definir al próximo campeón mundial de los wélters de la AMB. Al finalizar el sexto round, Molinares conectó un golpe noqueador contra su rival, justo segundos después de que sonase la campana. Como el sonido se produjo justo cuando Molinares estaba extendiendo su brazo en dirección contra Starling, el árbitro consideró que el golpe era válido, por lo que inició la cuenta contra el boxeador caído. Todo ello generó una polémica, que derivó en que la Comisión Atlética de Nueva Jersey declarase a la pelea como sin decisión. Sin embargo la AMB le otorgó el título en disputa a Molinares.
Experimentó luego un cuadro depresivo, que lo llevó a suspender sus siguientes peleas y renunciar a su título. Volvió a combatir en 1989, siendo noqueado en ambas ocasiones, lo que significó la pérdida de su invicto y el retiro definitivo. 

## Récord profesional
| No. | Resultado | Récord   | Oponente                 | Tipo | Ronda, tiempo | Fecha       | Ubicación                                                           | Notas |  |
| --- | --------- | -------- | ------------------------ | ---- | ------------- | ----------- | ------------------------------------------------------------------- | --- |  |
| 26  | Derrota   | 23–2 (1) | José Luis Esteven        | KO   | 2 (10)        | 30-9-1989   | Coliseo Humberto Perea, Barranquilla, Colombia                      | |  |
| 25  | Derrota   | 23–1 (1) | Horacio Pérez            | TKO  | 3 (10)        | 15-4-1989   | Salón Jumbo del Country Club, Barranquilla, Colombia                | |  |
| 24  | NC        | 23–0 (1) | Marlon Starling          | NC   | 6 (12), 3:10  | 29-7-1988   | Atlantic City Convention Hall, Atlantic City, Nueva Jersey, EE. UU. | Ganó el título mundial wélter de la AMB; Molinares golpea accidentalmente a Starling con un puñetazo noqueador justo después de que suena la campana al final del sexto asalto. La Comisión Atlética de Nueva Jersey dictaminó la pelea como un final "sin decisión", pero la AMB reconoció a Molinares como campeón mundial wélter. Posteriormente, Molinares dejó vacante su título. |  |
| 23  | Victoria  | 23–0     | Eric Perea               | TKO  | 4 (10)        | 30-4-1988   | Plaza de Toros de Cartagena de Indias, Cartagena, Colombia          | |  |
| 22  | Victoria  | 22–0     | Emiro Oliveros           | KO   | 2 (10)        | 16-4-1988   | San Andrés, Colombia                                                | |  |
| 21  | Victoria  | 21–0     | Eduardo Rodríguez        | TKO  | 5 (10)        | 28-12-1987  | Plaza de Toros de Cartagena de Indias, Cartagena, Colombia          | |  |
| 20  | Victoria  | 20–0     | Fernando Martínez        | TKO  | 4 (10)        | 24-10-1987  | Tamiami Fairgrounds Auditorium, Miami, Florida, EE. UU.             | |  |
| 19  | Victoria  | 19–0     | Simón Ramos              | KO   | 2 (10)        | 4-9-1987    | Plaza de Toros de Cartagena de Indias, Cartagena, Colombia          | |  |
| 18  | Victoria  | 18–0     | Eduardo Batista          | TKO  | 6 (10), 2:58  | 19-6-1987   | Barranquilla, Colombia                                              | |  |
| 17  | Victoria  | 17–0     | Maximiliano Cimarra      | KO   | 3 (10)        | 4-4-1987    | San Andrés, Colombia                                                | |  |
| 16  | Victoria  | 16–0     | Alberto Lindo            | TKO  | 4 (10)        | 13-2-1987   | Estadio de Tenis del Country Club, Barranquilla, Colombia           | |  |
| 15  | Victoria  | 15–0     | Jorge Manchego           | TKO  | 6 (10)        | 21-12-1986  | Estadio 11 de Noviembre, Cartagena, Colombia                        | |  |
| 14  | Victoria  | 14–0     | Sergio Sánchez           | KO   | 3 (12)        | 15-11-1986  | Estadio Metropolitano, Barranquilla, Colombia                       | Ganó el título vacante de la Federación Centroamericana de Boxeo del CMB de peso wélter |  |
| 13  | Victoria  | 13–0     | Edgar Rodríguez          | KO   | 4 (10)        | 17-10-1986  | Barranquilla, Colombia                                              | |  |
| 12  | Victoria  | 12–0     | Carlos Trujillo          | PTS  | 10            | 30-4-1986   | Salón Country Club, Barranquilla, Colombia                          | |  |
| 11  | Victoria  | 11–0     | Rubén Véliz              | KO   | 2 (10)        | 14-3-1986   | Coliseo El Campín, Bogotá, Colombia                                 | |  |
| 10  | Victoria  | 10–0     | Saúl Julio               | TKO  | 7 (10)        | 31-1-1986   | Plaza de Toros de Cartagena de Indias, Cartagena, Colombia          | |  |
| 9   | Victoria  | 9–0      | Ezequiel "Cocoa" Sánchez | TKO  | 5 (10)        | 14-12-1985  | Coliseo Humberto Perea, Barranquilla, Colombia                      | |  |
| 8   | Victoria  | 8–0      | Emilio Olivera           | TKO  | 4 (8)         | 18-10-1985  | Cartagena, Colombia                                                 | |  |
| 7   | Victoria  | 7–0      | Glenroy Savage           | TKO  | 3 (10)        | 27-9-1985   | Salón Country Club, Barranquilla, Colombia                          | |  |
| 6   | Victoria  | 6–0      | Jairo Segovia            | KO   | 5 (6)         | 30-8-1985   | Barranquilla, Colombia                                              | |  |
| 5   | Victoria  | 5–0      | Simón Ramos              | KO   | 9 (12)        | 21-6-1985   | Jardín Punta Icaco, Cartagena, Colombia                             | Ganó el título vacante colombiano de peso wélter |  |
| 4   | Victoria  | 4–0      | Mateo Valdez             | PTS  | 8             | 3-3-1985    | Barranquilla, Colombia                                              | |  |
| 3   | Victoria  | 3–0      | Edison Benítez           | KO   | 5 (6)         | 29 Mar 1985 | Barranquilla, Colombia                                              | |  |
| 2   | Victoria  | 2–0      | Cristóbal Torres         | TKO  | 4 (6)         | 1 Mar 1985  | Barranquilla, Colombia                                              | |  |
| 1   | Victoria  | 1–0      | Arnovis Castro           | UD   | 6             | 26 Oct 1984 | Coliseo Bernardo Caraballo, Cartagena, Colombia                     | |  |